# Heinrich Aldegrever

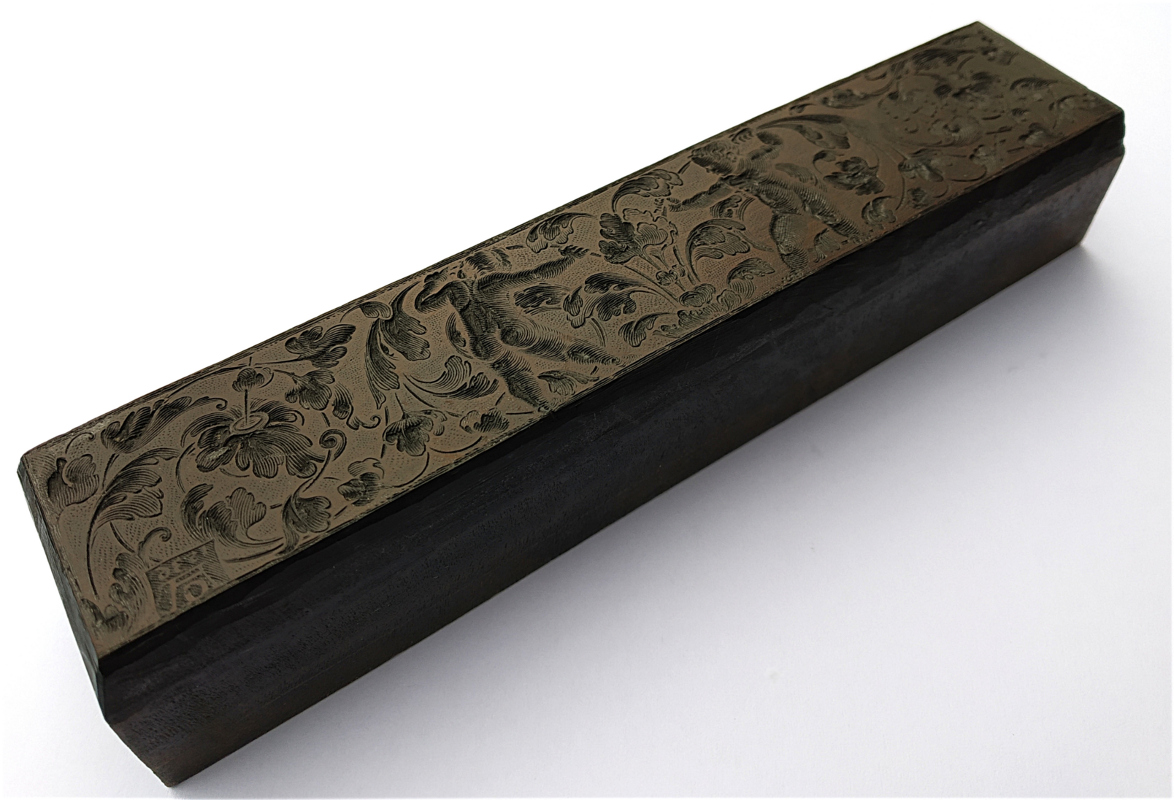
Taco de xilografía diseñado por Heinrich Aldegrever (1536; colección particular).

Heinrich Aldegrever o Aldegraf (Paderborn, 1502 – Soest, región de Westfalia, 1555-61) fue un pintor y grabador alemán, famoso por sus grabados de formatos diminutos. 
Aldegrever pertenece al grupo de «Pequeños Maestros» alemanes (Georg Pencz, Hans Sebald Beham...) que sucedieron a Durero en la producción de grabados, generalmente de pequeño formato y temática culta. El apelativo «pequeños» dado a estos artistas se debe más al formato reducido de las obras que a su calidad, que fue notable.

## Biografía
Heinrich Aldegrever nació en Paderborn pero trabajó mayormente en Soest (Westfalia), como grabador y más ocasionalmente como pintor y joyero. Su apellido real era Trippenmecker, que en el dialecto local significaba «relojero»; seguramente ésta era la profesión de algún antepasado suyo. Casi nada se sabe de su formación; se supone que pasó por el taller de algún joyero de Soest. Viajó a los Países Bajos, donde conoció la obra de Joos van Cleve, Bernard van Orley, Lucas van Leyden y otros.

### Inicios
Instalado en Soest hacia 1525, al año siguiente pintaba la predela y alas de un altar para la iglesia de San Pedro de dicha localidad. La calidad de este trabajo no es propia de un aprendizaje breve ni rápido, y lleva a pensar que dominaba el oficio ya en su localidad natal. Firmó este trabajo con el apellido paterno, no como Aldegrever, y añadió como símbolo un reloj.
En 1531 se hizo luterano y en su obra grabada se incluyen retratos de los principales defensores de dicha creencia: Lutero y Philip Melanchthon. La agitada situación religiosa incidió directamente en la actividad de Aldegrever y de casi todos los artistas alemanes de la época, pues la clientela eclesiástica desapareció casi totalmente. Aldegrever tuvo que volcarse en el grabado y en pintar retratos ocasionalmente.

### Grabados
Sus primeros grabados son de 1527; los firmó con las iniciales «A G» superpuestas en un monograma, imitando el de Durero. Su producción grabada incluye unas 290 imágenes, entre grabados sobre metal y xilografías, que en su mayoría son diseños propios. Son obras por lo general diminutas y de esmerada ejecución, y aunque procuran absorber influencias italianas resultan un tanto duras en cuanto a dibujo, rasgo habitual en los renacentistas alemanes.
La temática más habitual de los grabados de Aldegrever es profana y alusiva a la cultura mediterránea, mayormente relatos mitológicos de Grecia y Roma que Durero había contribuido a expandir por Centroeuropa. Como otros «Pequeños Maestros», Aldegrever produjo abundantes láminas sobre dioses y figuras alegóricas desnudas. Los argumentos mitológicos justificaban los desnudos, mal vistos por la moral cristiana de la época. Muchos de estos grabados no llegaban a los quince centímetros de longitud y requerían una extenuante labor con la ayuda de lentes, un alarde de precisión que ponía a prueba la pericia del artista. Estas imágenes detalladas y de creciente manierismo eran demandadas por la aristocracia para ser coleccionadas como piezas raras, generalmente en gabinetes de curiosidades («wunderkammer» o «kunstkammer» en alemán) junto con libros y manuscritos, autómatas, metales preciosos... 
Los temas de la Antigüedad obligaban a Aldegrever (y a los demás «Pequeños Maestros») a dominar la estética clasicista inspirándose en esculturas y demás vestigios arqueológicos, que en Alemania no abundaban pero que podían conocer mediante grabados italianos. Abordar temas mitológicos requería también leer los textos de Ovidio y de otros escritores antiguos, bien en latín o traducidos. Esta labor de documentación, en ocasiones, no llegaba a ser suficiente y los grabadores y pintores alemanes incurrían en errores. Así, para un grabado sobre Hércules matando a Neso (1550) Aldegrever se inspiró en el Apolo de Belvedere, estatua que debió de conocer por grabados. Pero cometió el error de representar a Neso, un centauro, como un sátiro con patas de cabra. 
Junto con las mitologías, Aldegrever produjo planchas sobre composiciones decorativas formadas con elementos vegetales, medallas, máscaras... Estas imágenes suponen un tercio de su producción y fueron luego copiadas por damasquinadores, ebanistas, etc. También grabó una serie de ocho imágenes sobre la Danza de la Muerte , más o menos inspirada en la célebre de Hans Holbein el Joven. En 1538 y 1551 grabó series sobre bodas campesinas.

### Escasas pinturas
Sus ejemplos pictóricos son muy escasos. Cinco pinturas se citan en Europa, pero las existentes en Viena y Múnich son dudosas, y sólo parece seguro el Retrato de Engelbert Therlaen (1551) del museo de Berlín. El Museo Condé de Chantilly (Francia) conserva una versión al óleo de su famoso grabado Autorretrato con 35 años; pero podría ser una derivación o copia del grabado, ajena a su mano.

### Oscuro final
Poco se sabe de los últimos años del artista y se ignora la fecha exacta de su muerte. Sus últimos grabados fechados son de 1555 y la primera mención a su fallecimiento la hizo su hijo en 1561. Según el historiador Karel van Mander, Heinrich Aldegrever fue enterrado modestamente.

## Galería de obras

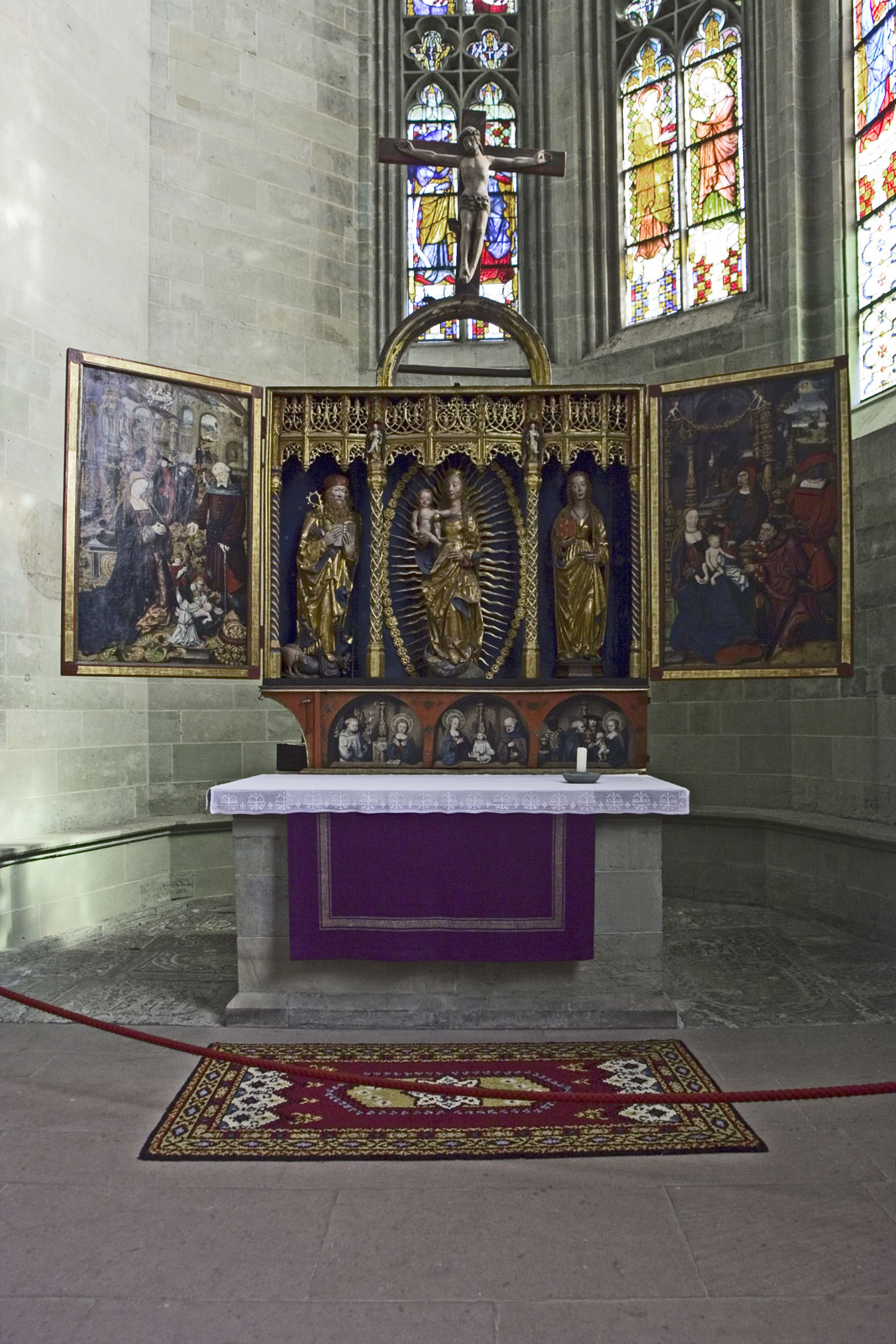
Capilla de la iglesia de Soest, con el retablo pintado por Aldegrever en 1526
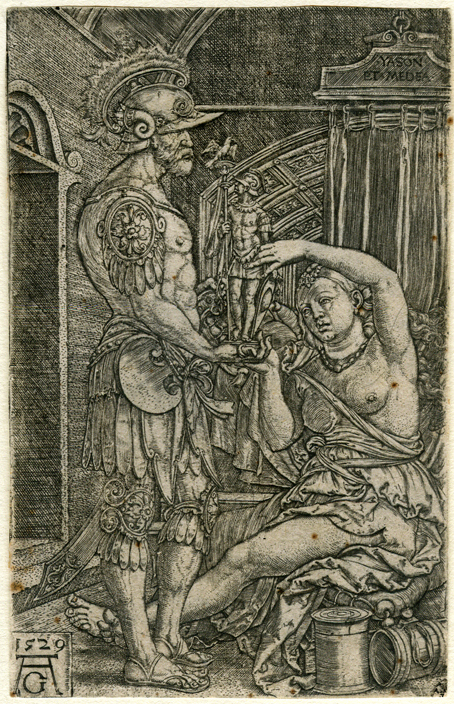
Medea y Jasón, 1529
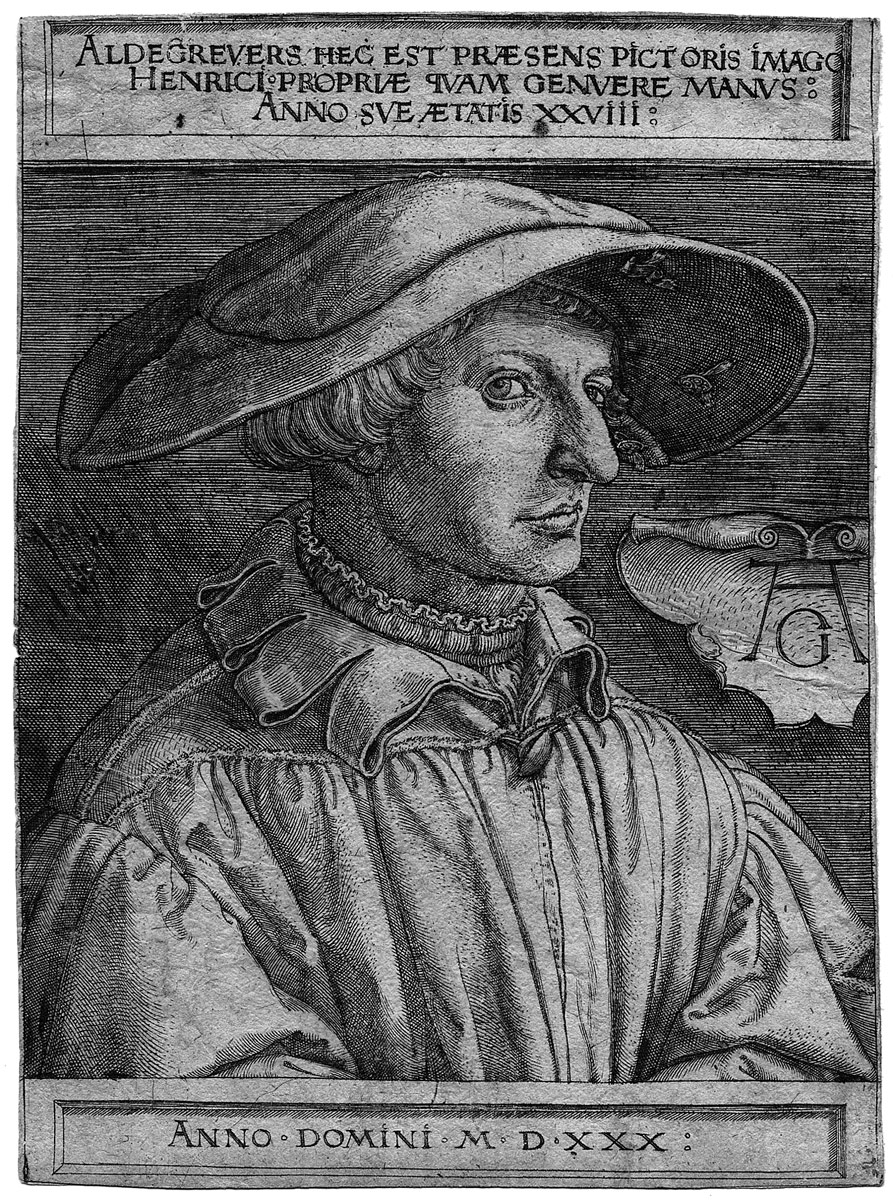
Autorretrato, 1530
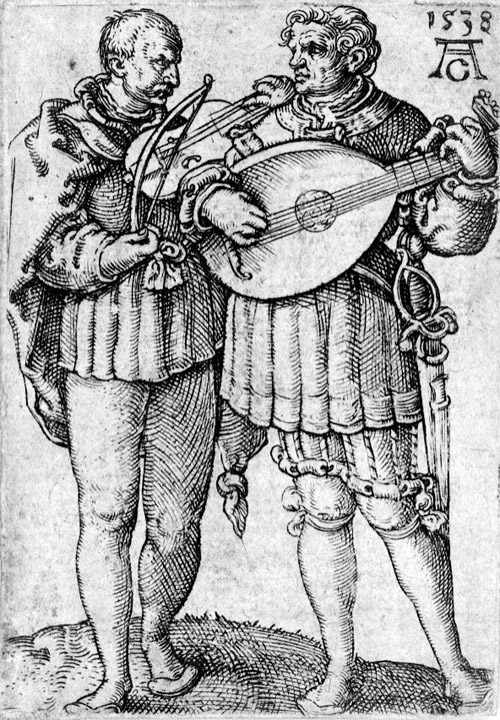
Dos músicos, 1538
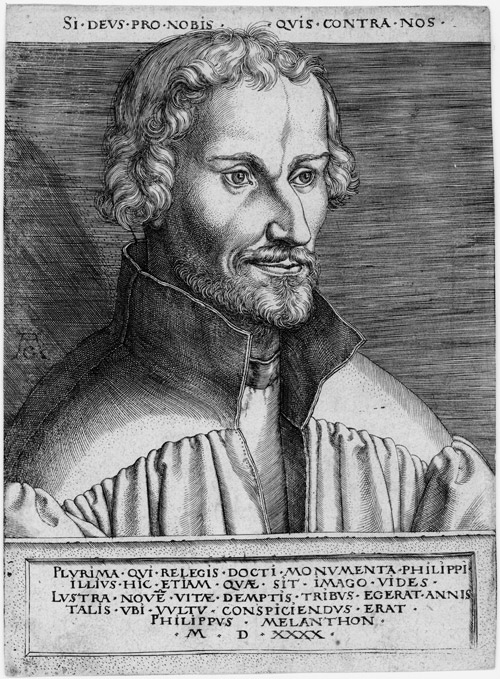
Philip Melanchthon, 1540